# João Cutileiro
João Pires Cutileiro OSE (Lisboa, 26 de junho de 1937 – Lisboa, 5 de janeiro de 2021) foi um escultor e ceramista português.

## Biografia
De família burguesa, nasceu em Lisboa, mas passou os primeiros anos de vida em Évora, onde já adulto, voltaria a fixar-se (a sua mãe, de nome Amália Pires, dona de casa, era de Pavia, tendo conhecido em Évora o medico José Cutileiro, com quem casou). 
As famílias, do pai e da mãe tinham ideais bem distintos – conforme o retrato traçado pelo seu irmão mais velho, o diplomata José Cutileiro – a família paterna era republicana e oposicionista ao regime do Estado Novo; a família materna era católica conservadora, e apoiante do regime de Salazar.
Joao Cutileiro passou a viver em Lisboa por volta dos seis anos. 
Pouco depois dessa mudança, o seu pai, sofrendo constrangimentos na direção do Centro de Saúde de Lisboa por motivos políticos — antes, fora afastado de um concurso para docente na Faculdade de Medicina de Lisboa, por interferência da PIDE — passou a exercer a sua profissão ao serviço da Organização Mundial da Saúde. 
Por força dessa atividade do pai, Cutileiro visita, na sua adolescência, a Suíça, a Índia e o Paquistão. Numa dessas viagens, a caminho de Cabul, passou por Florença, onde se encantou pela obra de Michelangelo, confirmando o seu interesse pela escultura.  

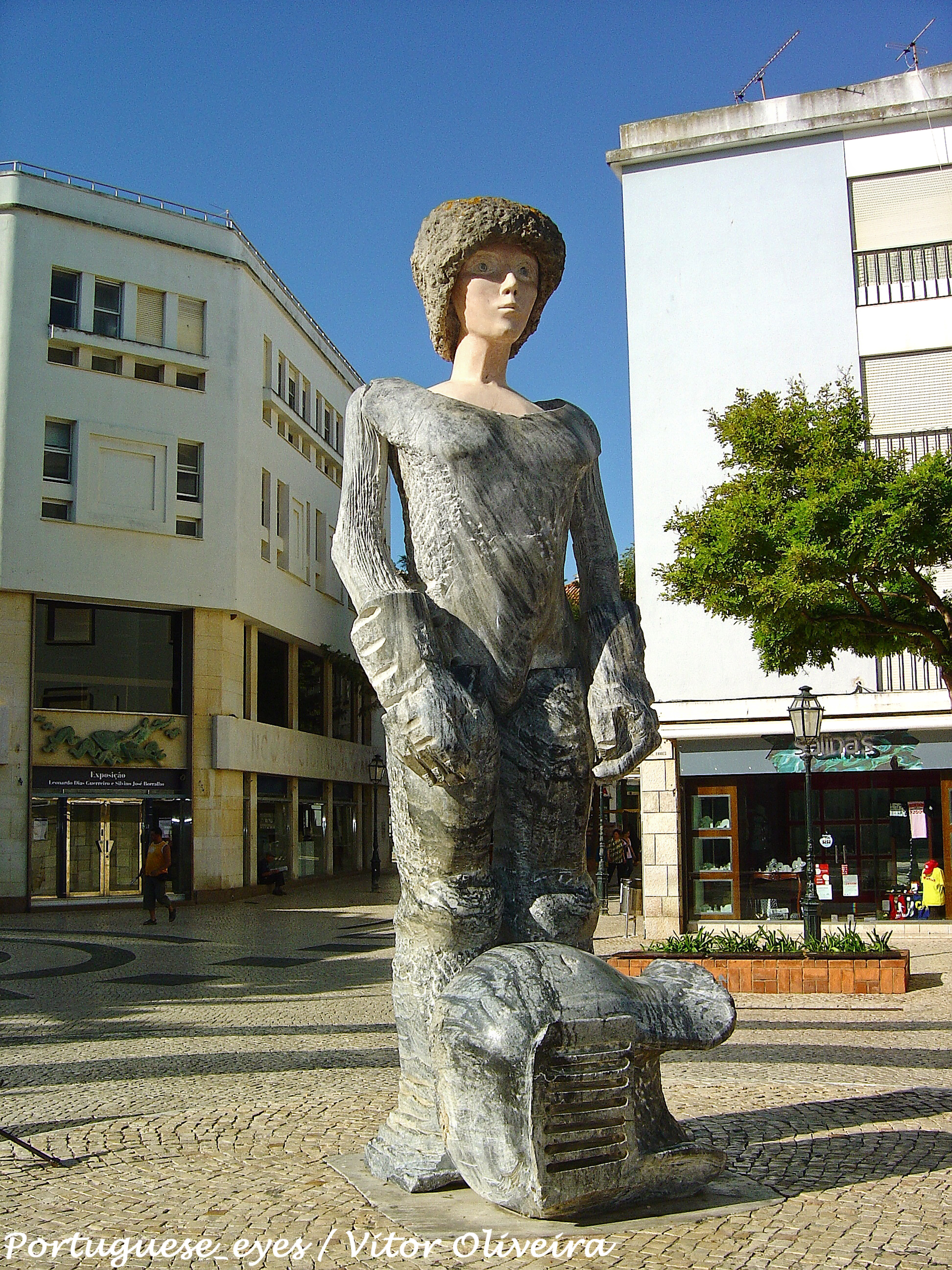
Monumento ao Rei Dom Sebastião, Lagos

Na capital, a casa dos Cutileiro, na Avenida Elias Garcia, era frequentada por uma certa intelligentsia. 
António Pedro, uma das presenças habituais, trá-lo-ia para desenhar no seu atelier, em 1946, tinha Cutileiro apenas nove anos de idade. Sentiu-se então fortemente influenciado pelo movimento surrealista. 
Já entre 1949 e 1951 passou a frequentar o estúdio de Jorge Barradas, onde executou trabalhos de modelismo e de pintura, para além de vidrados de cerâmica. 
Descontente, mudou-se depois para o atelier de António Duarte, onde foi assistente de canteiro durante mais dois anos, como voluntário.  
Nessa fase deu-se o seu contacto com a pedra, pois tinha como trabalho ampliar os modelos do mestre canteiro, passá-los a gesso e, a esses últimos, metamorfoseá-los no mármore. 
Em 1951, com 14 anos, apresentou a sua primeira exposição individual em Reguengos de Monsaraz, numa loja de máquinas de costura, mostrando esculturas, pinturas, aguarelas e cerâmicas.

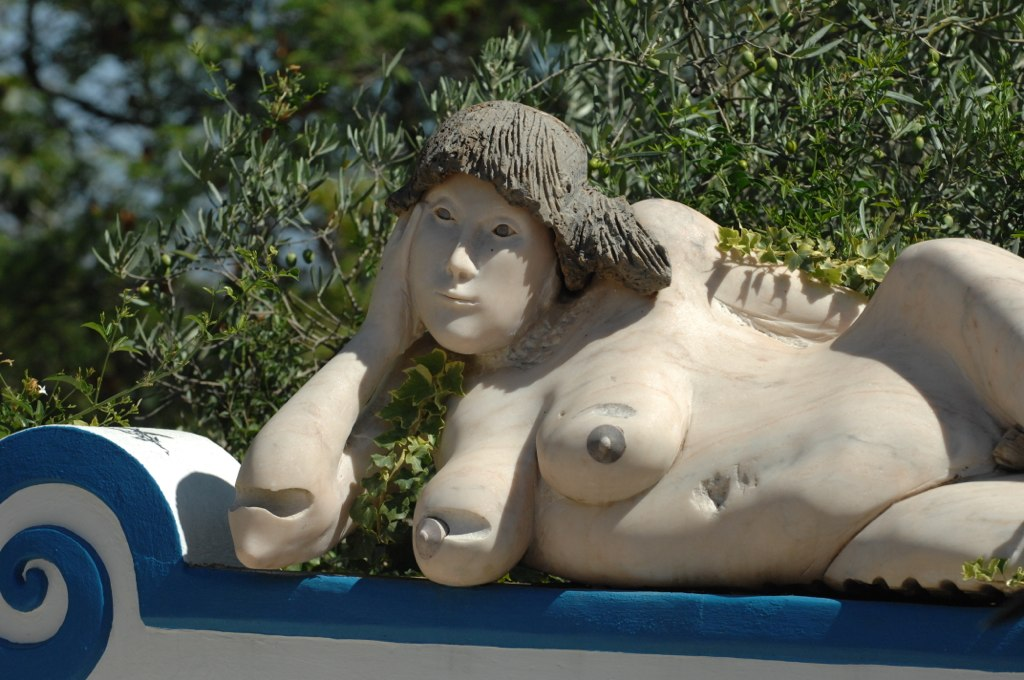
Escultura em Almancil, Algarve.

O jovem aprendiz de escultor fazia este percurso ao mesmo tempo que prosseguia os estudos liceais, no Colégio Valsassina. 
Entretanto, fruto do ambiente oposicionista que o rodeava, filiar-se-ia na secção juvenil do Movimento de Unidade Democrática (MUD). Ja em 1960 viria a aderir ao Partido Comunista Português (PCP), mas a "célula" a que pertencia desmantelou-se, e o escultor não se interessou em prosseguir a atividade politica.  
Matriculado, com 17 anos, na Escola Superior de Belas Artes de Lisboa (ESBAL), sendo aluno de Leopoldo de Almeida, resolveu abandonar esse estabelecimento ao fim de dois anos. 
Na sua percepção, nos meios artisticos portugueses, via-se como único material considerado prestável para a escultura o bronze, e a academia estava fechada ao experimentalismo e, por conseguinte, a criatividade. 
Por influência de Paula Rego resolve sair do pais, ao ingressar na Slade School of Art, que a pintora, mais tarde radicada em Londres, tambem frequentara. Cutileiro estudou nesta escola entre 1955 e 1959, beneficiando de uma bolsa da Fundação Calouste Gulbenkian.  Ai desenvolveu a sua capacidade com o seu mestre escultor Reg Butler, e no final do curso recebeu três prémios: composição, figura e cabeça.

## Vida profissional

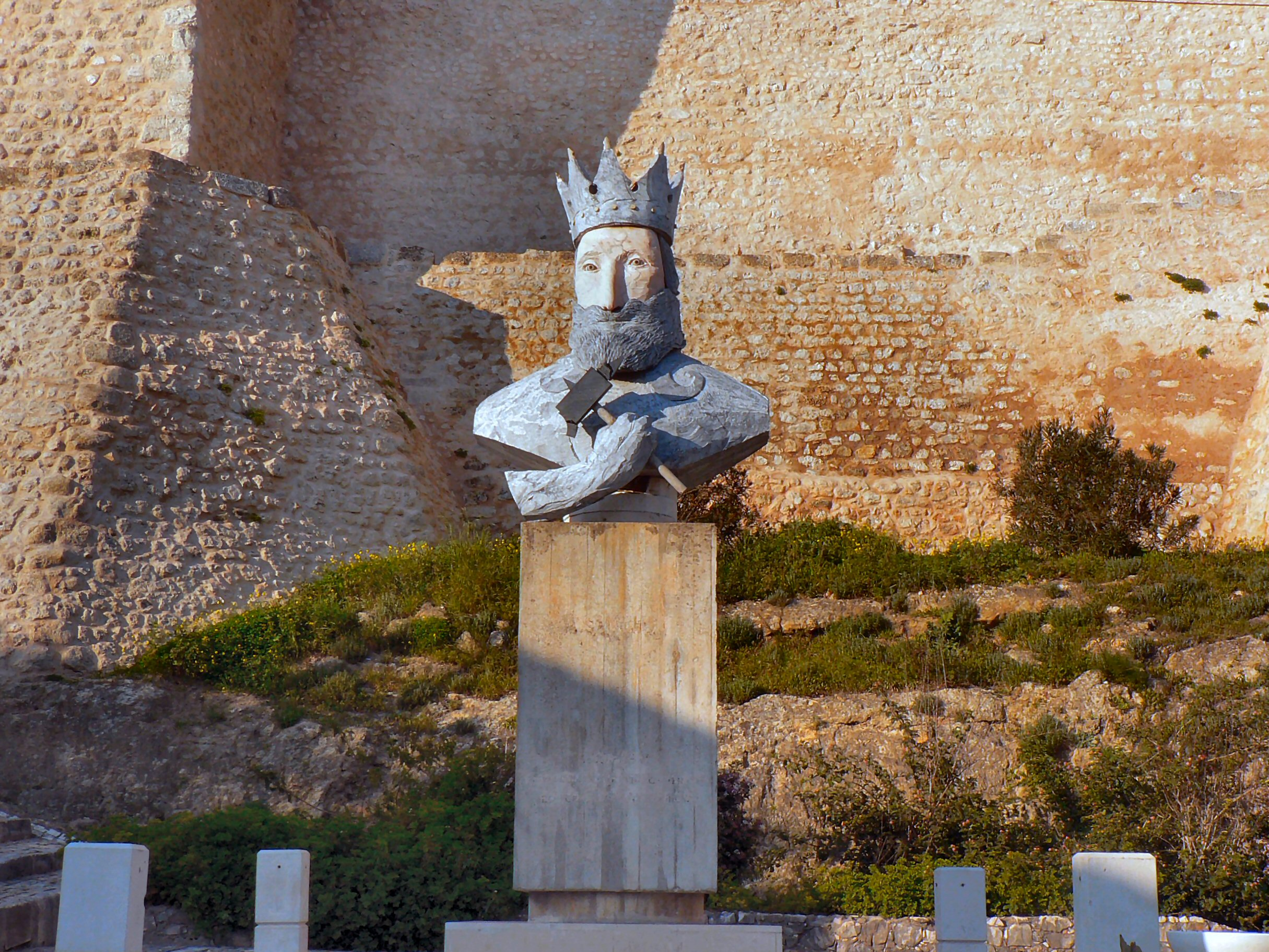
Estátua de Cutileiro representando D. Sancho I, em frente ao Castelo de Torres Novas

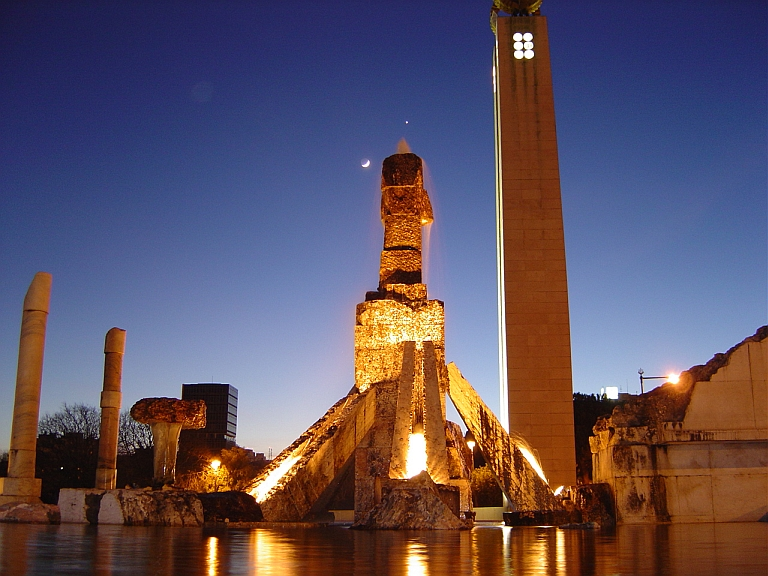
Monumento ao 25 de Abril, Parque Eduardo VII, Lisboa, 1999

Ao começar a utilizar máquinas elétricas para executar o trabalho, Jose Cutileiro dedicou-se ao trabalho da pedra mármore, no qual concebeu figuras, paisagens, caixas e árvores. 
Das primeiras obras, resultariam, a partir de 1961, e no espaço de dez anos, cinco exposições, quatro em Lisboa, e uma no Porto.
Em 1970, regressado definitivamente a Portugal, instalou-se em Lagos. Foi lá que executou uma das suas obras mais polémicas, D. Sebastião, erigida nessa mesma cidade. 
Com essa obra confrontou o academicismo do Estado Novo e recebeu fortes críticas, tendo Cutileiro afirmado, de modo irónico, que desistia da escultura, passando a ser apenas «um fazedor de objetos destinados à burguesia intelectual do ocidente», espantando os escultores, por, segundo ele próprio, ser essa mesma a função de um escultor, a de criador de peças decorativas. Com tal afirmação pretendia também menosprezar as críticas de quem o achava escultor menor.
A sua obra mais conhecida e polémica viria a ser, no entanto, a escultura de homenagem a Revolução de 25 de Abril de 1974, no topo norte do Parque Eduardo VII, em Lisboa.
Com o passar dos anos veria o seu trabalho reconhecido com alguns premios e a oportunidade de expor a sua obra no estrangeiro.

Conquistou uma menção honrosa no Prémio Soquil no ano de 1971 e, cinco anos mais tarde, as suas esculturas e mosaicos foram expostos em Wuppertal, na Alemanha, seguindo-se tres exposições em Évora (1979, 1980 e 1981). 

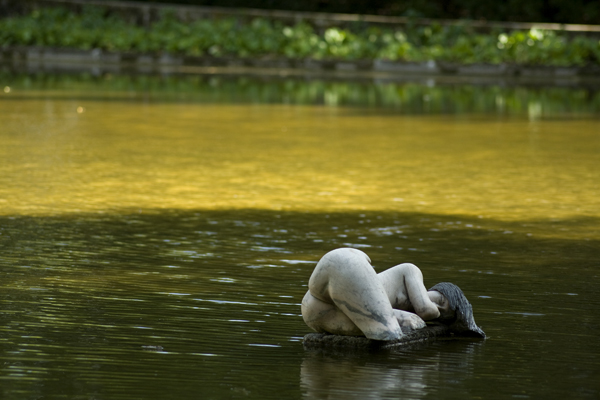
Menina Deitada, Palácio de Mateus, Vila Real, 1981

No ano de 1980, a sua obra voltou à Alemanha, mas a Dortmund. Nesse mesmo ano, expõe igualmente em Washington, D. C. e em Lisboa, na Sociedade Nacional de Belas Artes. 
No ano seguinte, 1981, participou no Simpósio da Escultura em Pedra, na cidade de Évora, e numa exposição na Jones Gallery, em Nova Iorque. 
A 3 de agosto de 1983, foi agraciado pelo Presidente Ramalho Eanes com o grau de Oficial da Antiga, Nobilíssima e Esclarecida Ordem Militar de Sant'Iago da Espada, do Mérito Científico, Literário e Artístico.

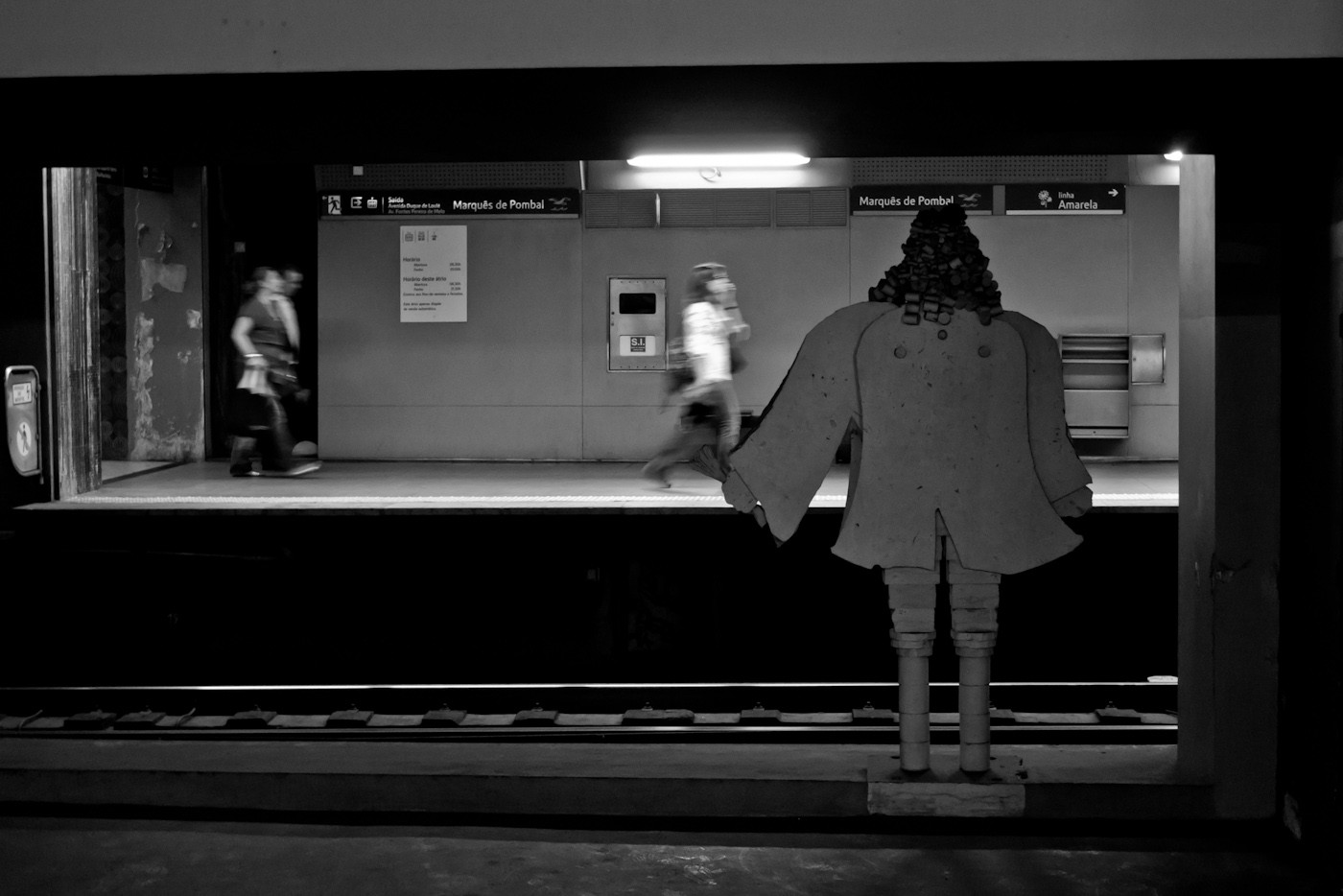
Marquês de Pombal, Estação do Marques de Pombal, Lisboa, 1995

A sua costela alentejana impulsionou-o a estabelecer-se em Évora no ano de 1985 e aí ficaria exposta, na sua casa, uma grande parte dos seus trabalhos.
As Meninas de Cutileiro, ironicamente assim chamadas, seriam entretanto um tema recorrente na sua obra, valendo-lhe gloria e dinheiro, mas também desprezo da parte de alguns setores.
No ano de 1988, realizou exposições em Almancil, Macau e Lisboa e, no ano seguinte, fez novas exposições em Almancil e em Lisboa. 

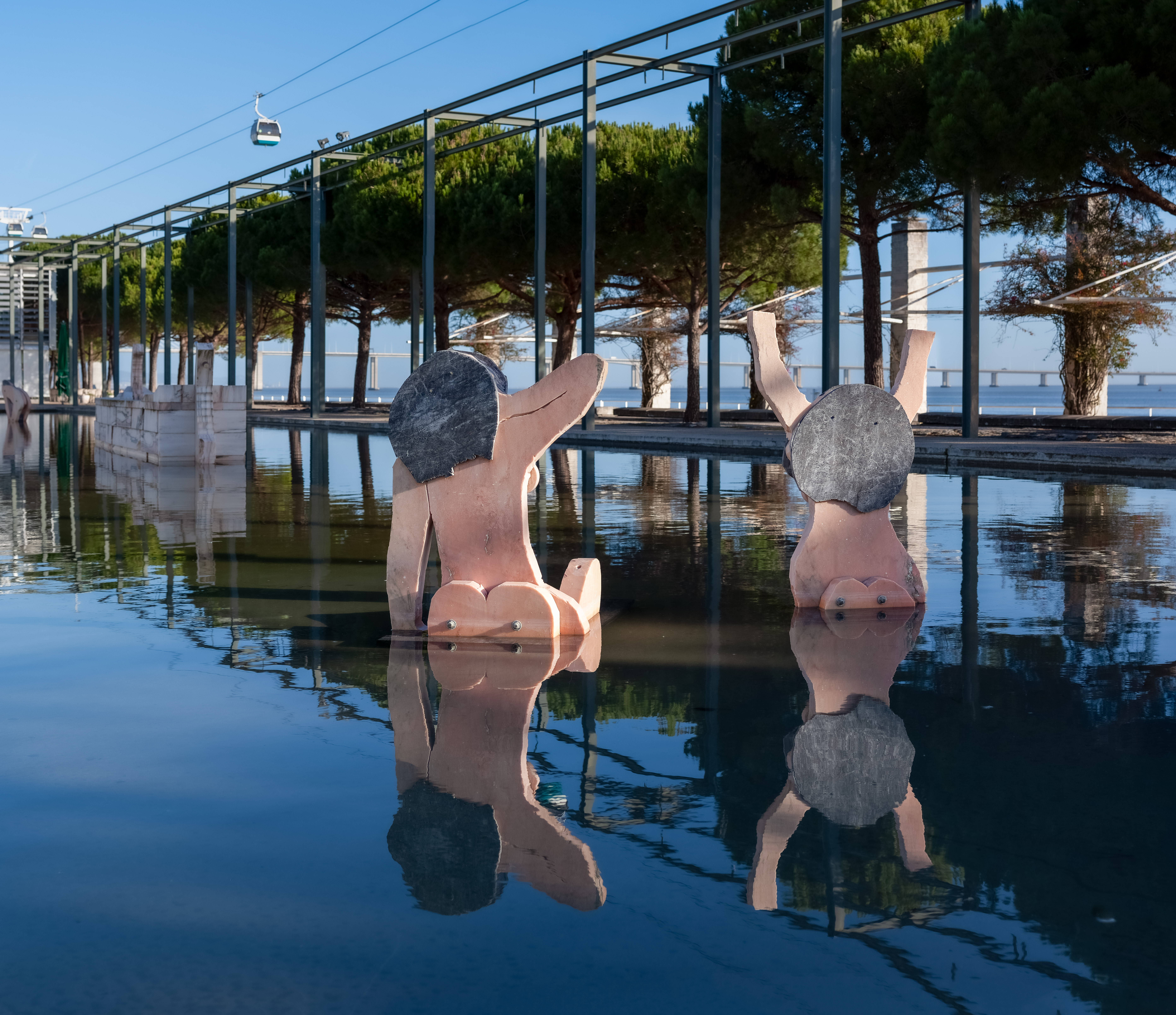
Lago das Tágides, Parque das Nações, Lisboa, 1998

Em 1990, elabora uma exposição que se apresentou como a retrospetiva da sua arte na Fundação Calouste Gulbenkian. Daí resultou a amargura de só ver mostrada parte da sua obra e que não iria conseguir reunir todos os seus trabalhos de uma só vez.
Nos anos de 1992 e 1993, realizou mais exposições, entre outras cidades, em Bruxelas, no Luxemburgo, em Évora, em Guimarães, em Lagos, Almancil e em Lisboa. 

## Morte
Cutileiro morreu no dia 5 de janeiro de 2021, num hospital de Lisboa, por graves problemas respiratórios.

## Distinções
- Doutoramento honoris causa pela Universidade de Évora
- Doutoramento honoris causa pela Universidade Nova de Lisboa (2017)